# アメリカ合衆国第111議会
アメリカ合衆国第111議会 (－がっしゅうこくだいひゃくじゅういちぎかい、米: One Hundred Eleventh United States Congress) は、アメリカ合衆国議会（連邦議会）において、2009年1月3日から2011年1月3日までの2年間にわたって開かれていた会議。1789年に開会した第1回議会から数えて111回目にあたり、上院と下院の二院で構成される。
第111議会はジョージ・W・ブッシュ大統領の任期終了直前に開会し、バラク・オバマ大統領の任期の前半（2年間）とほぼ重なる。2009年1月6日に第1会期が始まった。下院の議席配分は2000年の全米国勢調査に基づいており、議員の顔ぶれは2008年11月4日に実施された議会総選挙の結果による。オバマ大統領が当選を果たした大統領選挙と同時に実施されたこの選挙では、民主党が上下両院で議席数を伸ばし、多数党としての地位を維持した。また同議会では、北マリアナ諸島のために初めて下院の議席が配分された（ただし、グアムなどと同様、投票権を持たない準議員扱いである）。

## 主な出来事
- 2009年1月 — 上院の2議席が空席のまま残された。
  - バラク・オバマの大統領就任で空席となったイリノイ州の議席を巡る指名論議が発生。イリノイ州知事ロッド・ブラゴジェヴィッチが後任指名の見返りとして賄賂を要求したとの疑惑の発覚による。この議席には、イリノイ州司法長官や同州会計監査官を務めたローランド・バリス（民主党）が2008年12月31日に後任として指名され、2009年1月15日に宣誓した。
  - 現職者ノーム・コールマン（共和党）が占めていたミネソタ州の議席を巡り、コールマンと対立候補アル・フランケン（民主党）が係争。この議席を巡っては、2009年6月30日にミネソタ州最高裁判所の決定に基づいてティム・ポーレンティー知事（当時）がフランケンの当選を発表した[3]。フランケンは同年7月7日に宣誓を行い、就任を果たした。
- 2009年1月8日 — 両院合同会議が、2008年の大統領選挙における選挙人団の票を集計。[1]
- 2009年1月20日 — 大統領バラク・オバマ及び副大統領ジョー・バイデンの就任式開催。
- 2010年6月28日 - 上院最高齢・最古参の議員であったロバート・バード上院仮議長が死去。仮議長ポストはバードに次ぐ古参議員であったダニエル・イノウエ上院議員が引き継いだ。また、バードが占めていたウエストバージニア州の議席については、同年11月に行われる補欠選挙[4] までの任期については、ジョー・マンチン同州知事の首席法律顧問などを務めたカート・グッドウィンが指名され、就任した。
- 2010年11月2日 — 2010年総選挙（中間選挙）。

## 主な立法

### 可決
- 2009年1月16日 — 内務長官ケネス・リー・サラザールに対するサクスビー・フィックス（議員もしくは前議員の閣僚就任にあたり、閣僚と議員の兼職を事実上禁じる憲法第1条第6節第2項への抵触を回避するため、対象者の閣僚報酬額を議員就任当初の報酬額まで減額する特別立法。サラザールは1月20日に上院議員を辞職し内務長官に正式就任）
- 2009年1月29日 — リリー・レッドベター公正支出法 (Lilly Ledbetter Fair Pay Act)
- 2009年2月4日 — 児童健康保険計画再認可法 (Children's Health Insurance Program Reauthorization Act)
- 2009年2月11日 — 地上デジタル放送移行延期法
- 2009年5月22日 - 2009年クレジットカード法 (Credit CARD Act of 2009)
- 2009年6月22日 - 家族の喫煙予防とタバコ規制法 (Family Smoking Prevention and Tobacco Control Act)
- 2010年7月21日 - ドッド=フランク・ウォール街改革・消費者保護法(Dodd–Frank Wall Street Reform and Consumer Protection Act)
- 2010年12月13日 - 健康で飢えることのない子どもたち法 (Healthy, Hunger-Free Kids Act of 2010)
- 2010年12月22日 - 同性愛者の軍務禁止規定撤廃法 (Don't Ask, Don't Tell Repeal Act of 2010)
- 2011年1月4日 - 鮫保護法(Shark Conservation Act)

### 保留または廃案
（アルファベット順）
- 2009年アメリカ復興・再投資法 (American Recovery and Reinvestment Act)
- 2009年ブレア・ホルト銃器免許・販売記録関連法 (Blair Holt's Firearm Licensing and Record of Sale Act of 2009)
- コロンビア特別区下院投票権法 (District of Columbia House Voting Rights Act)
- 包括的公有地管理法 (Omnibus Public Land Management Act)
- 改正大統領記録法 (Presidential Records Act Amendments)

「第111議会で成立した法律」（上院HP内）も参照。

### 拒否権発動
- なし

## 主な決議
- 未定

## 特別調査委員会
- 大統領就任式に関する両院合同委員会

## 公聴会
- 上院は2009年1月から2月にかけて、オバマ政権の閣僚指名に関する公聴会を開催している。

## 党派概要

### 上院
| 所属            | 政党 （色付きの欄は、多数党であることを示す） | 政党 （色付きの欄は、多数党であることを示す） | 政党 （色付きの欄は、多数党であることを示す） | 合計 |      |  |
| --------------- | --------------------------------------------- | --------------------------------------------- | --------------------------------------------- | ---- | ---- |  |
| 所属            |                                               |                                               |                                               | 合計 |      |  |
| 所属            | 民主党                                        | 無所属                                        | 共和党                                        | 合計 | 空席 |  |
| 第110議会閉会時 | 48                                            | 2                                             | 49                                            | 99   | 1    |  |
|                 |                                               |                                               |                                               |      |      |  |
| 開会時          | 55                                            | 2                                             | 41                                            | 98   | 2    |  |
| 2009年1月15日   | 56                                            | 2                                             | 41                                            | 99   | 1    |  |
| 2009年1月20日   | 55                                            | 2                                             | 41                                            | 98   | 2    |  |
| 2009年1月26日   | 56                                            | 2                                             | 41                                            | 99   | 1    |  |
| 2009年4月28日   | 57                                            | 2                                             | 40                                            | 99   | 1    |  |
| 最新の勢力比    | 59.6%                                         | 59.6%                                         | 40.4%                                         |      |      |  |

註: 係争中の1議席については、空席扱いとしている 無所属上院議員2名は、いずれも民主党の幹部会に参加している。

### 下院

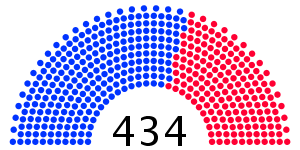
第111議会開会時の政党別下院議員数

| 所属            | 政党 （色付きの欄は、多数党であることを示す） | 政党 （色付きの欄は、多数党であることを示す） | 政党 （色付きの欄は、多数党であることを示す） | 合計 |      |
| --------------- | --------------------------------------------- | --------------------------------------------- | --------------------------------------------- | ---- | ---- |
| 所属            |                                               |                                               |                                               | 合計 |      |
| 所属            | 民主党                                        | 無所属                                        | 共和党                                        | 合計 | 空席 |
| 第110議会閉会時 | 235                                           | 0                                             | 198                                           | 433  | 2    |
|                 |                                               |                                               |                                               |      |      |
| 開会時          | 256                                           | 0                                             | 178                                           | 434  | 1    |
| 2009年1月24日   | 255                                           | 0                                             | 178                                           | 433  | 2    |
| 2009年2月24日   | 254                                           | 0                                             | 178                                           | 432  | 3    |
| 2009年4月21日   | 255                                           | 0                                             | 178                                           | 433  | 2    |
| 2009年4月29日   | 256                                           | 0                                             | 178                                           | 434  | 1    |
| 最新の勢力比    | 59.0%                                         | 0.0%                                          | 41.0%                                         |      |      |
| 準議員          | 5                                             | 1                                             | 0                                             | 6    | 0    |

## 指導部
| 目次: 上院: | 多数党（民主党）指導部・少数党（共和党）指導部 |
| 下院:       | 多数党（民主党）指導部・少数党（共和党）指導部 |

### 上院
- 上院議長:
  - ディック・チェイニー (R), 2009年1月20日まで
  - ジョー・バイデン (D), 2009年1月20日 - 現在
- 上院仮議長: ロバート・バード (D)

#### 多数党（民主党）指導部
- 多数党院内総務及び民主党会議議長:[6] ハリー・リード
- 多数党院内幹事: リチャード・ダービン
- 民主党会議副議長: チャールズ・シューマー
- 民主党上院選挙対策委員長: ロバート・メネンデス
- 民主党会議書記: パティー・マレー
- 民主党政策委員長: バイロン・ドーガン
- Democratic Steering and Outreach Committee Chair: デビー・スタブナウ
- Democratic Committee Outreach Chair: ジェフ・ビンガマン
- Democratic Rural Outreach Chair: ブランチ・リンカン
- 筆頭院内副幹事: バーバラ・ボクサー
- 院内副幹事: トマス・カーパー、ビル・ネルソン、ラス・ファインゴールド

#### 少数党（共和党）指導部
- 少数党院内総務: ミッチ・マコーネル
- 少数党院内幹事: ジョン・カイル
- 少数党院内総務顧問: 未定
- 共和党会議議長: アンドリュー・ラマー・アレクサンダー
- 共和党政策委員長: ジョン・エンスン
- 共和党会議副議長: ジョン・スーン
- 全国共和党上院会議議長: ジョン・コーニン

### 下院
- 議長: ナンシー・ペロシ
- Assistant to the Speaker: クリス・ヴァン・ホーレン

#### 多数党（民主党）指導部
- 多数党院内総務: ステニー・ホイアー
- 多数党院内幹事: ジム・クライバーン
- Senior Chief Deputy Majority Whip: 未定
- 多数党筆頭院内副幹事: 未定
- 民主党幹事会議長: ジョン・ラーソン
- 民主党幹事会副議長: ハヴィアー・ベセーラー
- 民主党選挙対策委員長: クリス・ヴァン・ホーレン
- Democratic Steering/Policy Committee Co-Chairs: ジョージ・ミラー、ローザ・デローロ
- 組織研究報告委員長: マイケル・カプアーノ

#### 少数党（共和党）指導部
- 少数党院内総務: ジョン・ボーナー
- 少数党院内幹事: エリック・カンター

上院における各州の結果
民主党2
民主党1、共和党1
共和党2
（縞模様）民主党1、無所属1
民主党1、係争中1

- 少数党筆頭院内副幹事: ケヴィン・マッカーシー
- 共和党議会議長: マイク・ペンス
- 共和党政策委員長: サディアス・マコッター
- 共和党会議副議長: キャシー・マクモリス・ロジャーズ
- 共和党会議書記: ジョン・カーター
- 共和党選挙対策委員長: ピート・セッションズ

## 議員

### 下院

下院議員の所属政党を選挙区別に示した図
民主党
共和党

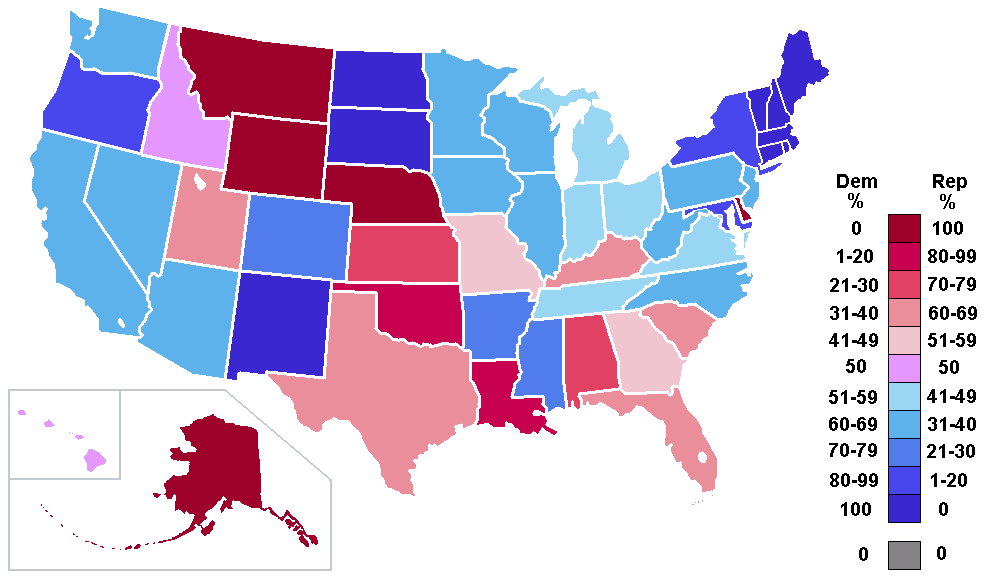
第111議会開会時（2009年1月）における、州別・政党別の議員の割合。青が濃いほど民主党が優勢、赤が濃いほど共和党が優勢であることを示す

| アラバマ州 （共和党4、民主党3） - アラバマ州1区 ジョー・ボナー (R) - アラバマ州2区 ボビー・ブライト (D) - アラバマ州3区 マイク・D・ロジャーズ (R) - アラバマ州4区 ロバート・アダーホルト (R) - アラバマ州5区 パーカー・グリフィス (D) - アラバマ州6区 スペンサー・バーカス (R) - アラバマ州7区 アーサー・デイヴィス (D) アラスカ州 （共和党1） - [[アラスカ州at-large district ドン・ヤング (R) アリゾナ州 （共和党3、民主党5） - アリゾナ州1区 アン・カークパトリック (D) - アリゾナ州2区 トレント・フランクス (R) - アリゾナ州3区 ジョン・シャーデグ (R) - アリゾナ州4区 エド・パストーア (D) - アリゾナ州5区 ハリー・ミッチェル (D) - アリゾナ州6区 ジェフ・フレイク (R) - アリゾナ州7区 ラウール・M・グリハルヴァ (D) - アリゾナ州8区 ガブリエール・ギフォーズ (D) アーカンソー州 （共和党1、民主党3） - アーカンソー州1区 マリオン・ベリー (D) - アーカンソー州2区 ヴィック・スナイダー (D) - アーカンソー州3区 ジョン・ボウズマン (R) - アーカンソー州4区 マイク・ロス (D) カリフォルニア州 （共和党19、民主党34） - カリフォルニア州1区 マイク・トンプソン (D) - カリフォルニア州2区 ウォーリー・ハーガー (R) - カリフォルニア州3区 ダン・ラングレン (R) - カリフォルニア州4区 トム・マクリントック (R) - カリフォルニア州5区 ドリス・マツイ (D) - カリフォルニア州6区 リン・ウールジー (D) - カリフォルニア州7区 ジョージ・ミラー (D) - カリフォルニア州8区 ナンシー・ペロウシー (D) - カリフォルニア州9区 バーバラ・リー (D) - カリフォルニア州10区 エレン・タウシャー (D) - カリフォルニア州11区 ジェリー・マクナーニー (D) - カリフォルニア州12区 ジャッキー・スピアー (D) - カリフォルニア州13区 ピート・スターク (D) - カリフォルニア州14区 アンナ・エシュー (D) - カリフォルニア州15区 マイク・ホンダ (D) - カリフォルニア州16区 ゾウ・ロフグレン (D) - カリフォルニア州17区 サム・ファー (D) - カリフォルニア州18区 デニス・カルドザ (D) - カリフォルニア州19区 ジョージ・ラダノヴィッチ (R) - カリフォルニア州20区 ジム・コスタ (D) - カリフォルニア州21区 デヴィン・ヌーネズ (R) - カリフォルニア州22区 ケヴィン・マッカーシー (R) - カリフォルニア州23区 ロイス・キャップス (D) - カリフォルニア州24区 エルトン・ギャレグリー (R) - カリフォルニア州25区 ハワード・マッキーオン (R) - カリフォルニア州26区 デーヴィッド・ドライアー (R) - カリフォルニア州27区 ブラッド・シャーマン (D) - カリフォルニア州28区 ハワード・バーマン (D) - カリフォルニア州29区 アダム・シフ (D) - カリフォルニア州30区 ヘンリー・ワックスマン (D) - カリフォルニア州31区 ハヴィアー・ベセーラー (D) - カリフォルニア州32区 ヒルダ・ソリス (D)（引退予定。下記「議員の交代」を参照） - カリフォルニア州33区 ダイアン・ワトソン (D) - カリフォルニア州34区 ルシール・ロイバル＝アラード (D) - カリフォルニア州35区 マクシーン・ワーダーズ (D) - カリフォルニア州36区 ジェーン・ハーマン (D) - カリフォルニア州37区 ローラ・リチャードソン (D) - カリフォルニア州38区 グレース・ナポリターノ (D) - カリフォルニア州39区 リンダ・サンチェズ (D) - カリフォルニア州40区 エドワード・R・ロイス (R) - カリフォルニア州41区 ジェリー・ルイス (R) - カリフォルニア州42区 ゲイリー・ミラー (R) - カリフォルニア州43区 ジョー・バーカー (D) - カリフォルニア州44区 ケン・カルヴァート (R) - カリフォルニア州45区 メアリー・ボノ・マック (R) - カリフォルニア州46区 デイナ・ローラバカー (R) - カリフォルニア州47区 ロレッタ・サンチェズ (D) - カリフォルニア州48区 ジョン・キャンベル (R) - カリフォルニア州49区 ダレル・アイサ (R) - カリフォルニア州50区 ブライアン・ビルブレー (R) - カリフォルニア州51区 ボブ・フィルナー (D) - カリフォルニア州52区 ダンカン・D・ハンター (R) - カリフォルニア州53区 スーザン・デーヴィス (D) コロラド州 （共和党2、民主党5） - コロラド州1区 ダイアナ・ディゲット (D) - コロラド州2区 ジェレッド・ポリス (D) - コロラド州3区 ジョン・サラザール (D) - コロラド州4区 ベスティ・マーキー (R) - コロラド州5区 ダグ・ランボーン (R) - コロラド州6区 マイク・コフマン (R) - コロラド州7区 エド・パールマター (D) コネチカット州 （民主党5） - コネチカット州1区 ジョン・ラーソン (D) - コネチカット州2区 ジョー・コートニー (D) - コネチカット州3区 ロウサ・デローロ (D) - コネチカット州4区 ジム・ハイムズ (D) - コネチカット州5区 クリス・マーフィー (D) デラウェア州 （共和党1） - [[デラウェア州at-large district マイケル・N・キャッスル (R) フロリダ州 （共和党15、民主党10） - フロリダ州1区 ジェフ・ミラー (R) - フロリダ州2区 アレン・ボイド (D) - フロリダ州3区 コリーン・ブラウン (D) - フロリダ州4区 アンダー・クレンショー (R) - フロリダ州5区 ジニー・ブラウン＝ウェイト (R) - フロリダ州6区 クリフ・スターンズ (R) - フロリダ州7区 ジョン・マイカ (R) - フロリダ州8区 アラン・グレイソン (D) - フロリダ州9区 ガス・ビリラキス (R) - フロリダ州10区 ビル・ヤング (R) - フロリダ州11区 キャシー・カスター (D) - フロリダ州12区 アダム・パットナム (R) - フロリダ州13区 ヴァーン・ブキャナン (R) - フロリダ州14区 コニー・マック4世 (R) - フロリダ州15区 ビル・ポウズィー (R) - フロリダ州16区 トム・ルーニー (R) - フロリダ州17区 ケンドリック・ミーク (D) - フロリダ州18区 イリアナ・ロス＝レイティネン (R) - フロリダ州19区 ロバート・ウェクスラー (D) - フロリダ州20区 デビー・ワッサマン・シュルツ (D) - フロリダ州21区 リンカン・ディーアズ＝バラート (R) - フロリダ州22区 ロン・クライン (D) - フロリダ州23区 アルシー・ヘイスティングズ (D) - フロリダ州24区 スザンヌ・コーズマス (D) - フロリダ州25区 マリオ・ディーアズ＝バラート (R) ジョージア州 （共和党7、民主党6） - ジョージア州1区 ジャック・キングストン (R) - ジョージア州2区 サンフォード・ビショップ (D) - ジョージア州3区 リン・ウェストモーランド (R) - ジョージア州4区 ハンク・ジョンソン (D) - ジョージア州5区 ジョン・ルイス (D) - ジョージア州6区 トム・プライス (R) - ジョージア州7区 ジョン・リンダー (R) - ジョージア州8区 ジム・マーシャル (D) - ジョージア州9区 ネイサン・ディール (R) - ジョージア州10区 ポール・ブラウン (R) - ジョージア州11区 フィル・ギングリー (R) - ジョージア州12区 ジョン・バロー (D) - ジョージア州13区 デーヴィッド・スコット (D) ハワイ州 （民主党2） - ハワイ州1区 ニール・アバークロンビー (D) - ハワイ州2区 メイジー・ヒロノ (D) アイダホ州 （共和党1、民主党1） - アイダホ州1区 ウォルター・ミニック (D) - アイダホ州2区 マイク・シンプソン (R) イリノイ州 （共和党7、民主党11、空席1） - イリノイ州1区 ボビー・ラッシュ (D) - イリノイ州2区 ジェシー・ジャクソン・ジュニア (D) - イリノイ州3区 ダン・リピンスキ (D) - イリノイ州4区 ルイース・グティアレズ (D) - イリノイ州5区. 空席 - イリノイ州6区 ピーター・ロスカム (R) - イリノイ州7区 ダニー・K・デーヴィス (D) - イリノイ州8区 メリッサ・ビーン (D) - イリノイ州9区 ジャニス・D・シャカウスキー (D) - イリノイ州10区 マーク・スティーヴン・カーク (R) - イリノイ州11区 デビー・ハルヴォーソン (D) - イリノイ州12区 ジェリー・コステロ (D) - イリノイ州13区 ジュディー・ビガート (R) - イリノイ州14区 ビル・フォスター (D)、2008年3月11日-現在 - イリノイ州15区 ティモシー・V・ジョンソン (R) - イリノイ州16区 ドナルド・マンズーロ (R) - イリノイ州17区 フィリップ・ヘア (D) - イリノイ州18区 アーロン・ショック (R) - イリノイ州19区 ジョン・シンカス (R) インディアナ州 （共和党4、民主党5） - インディアナ州1区 ピート・ヴィスクロウスキー (D) - インディアナ州2区 ジョー・ドネリー (D) - インディアナ州3区 マーク・サウダー (R) - インディアナ州4区 スティーヴ・ブーユー (R) - インディアナ州5区 ダン・バートン (R) - インディアナ州6区 マイク・ペンス (R) - インディアナ州7区 アンドレ・カーソン (D) - インディアナ州8区 ブラッド・エルズワース (D) - インディアナ州9区 バロン・ヒル (D) アイオワ州 （共和党2、民主党3） - アイオワ州1区 ブルース・ブレーリー (D) - アイオワ州2区 デーヴィッド・ロウブザック (D) - アイオワ州3区 レナード・ボズウェル (D) - アイオワ州4区 トム・ラザム (R) - アイオワ州5区 スティーヴ・キング (R) カンザス州 （共和党3、民主党1） - カンザス州1区 ジェリー・モラーン (R) - カンザス州2区 リン・ジェンキンズ (R) - カンザス州3区 デニス・ムーア (D) - カンザス州4区 トッド・ティーハート (R) ケンタッキー州 （共和党4、民主党2） - ケンタッキー州1区 エド・ウィットフィールド (R) - ケンタッキー州2区 ブレット・ガスリー (R) - ケンタッキー州3区 ジョン・ヤーマス (D) - ケンタッキー州4区 ジェフ・デーヴィス (R) - ケンタッキー州5区 ハロルド・ロジャーズ (R) - ケンタッキー州6区 ベン・チャンドラー (D) ルイジアナ州 （共和党6、民主党1） - ルイジアナ州1区 スティーヴ・スカリース (R) - ルイジアナ州2区 ジョゼフ・カオ (R) - ルイジアナ州3区 チャーリー・マラーソウ (D) - ルイジアナ州4区 ジョン・C・フレミング (R) - ルイジアナ州5区 ロドニー・アレグザンダー (R) - ルイジアナ州6区 ビル・キャシディー (R) - ルイジアナ州7区 チャールズ・ブーステイニー (R) メイン州 （民主党2） - メイン州1区 シェリー・ピングリー (D) - メイン州2区 マイク・ミシユー (D) メリーランド州 （共和党1、民主党7） - メリーランド州1区 フランク・クラトヴィル (D) - メリーランド州2区 ダッチ・ルーパースバーガー (D) - メリーランド州3区 ジョン・サーベインズ (D) - メリーランド州4区 ダナ・エドワーズ (D) - メリーランド州5区 ステニー・ホイアー (D) - メリーランド州6区 ロスコー・バートレット (R) - メリーランド州7区 エライジャー・カミングス (D) - メリーランド州8区 クリス・ヴァン・ホーレン (D) マサチューセッツ州 （民主党10） - マサチューセッツ州1区 ジョン・オルヴァー (D) - マサチューセッツ州2区 リチャード・ニール (D) - マサチューセッツ州3区 ジム・マクガヴァン (D) - マサチューセッツ州4区 バーニー・フランク (D) - マサチューセッツ州5区 ニキー・ソンガス (D) - マサチューセッツ州6区 ジョン・ティアーニー (D) - マサチューセッツ州7区 エド・マーキー (D) - マサチューセッツ州8区 マイク・カピュアーノ (D) - マサチューセッツ州9区 スティーヴン・リンチ (D) - マサチューセッツ州10区 ビル・デラハント (D) ミシガン州 （共和党7、民主党8） - ミシガン州1区 バート・ステューパック (D) - ミシガン州2区 ピーター・フックストラ (R) - ミシガン州3区 ヴァーン・エイラーズ (R) - ミシガン州4区 デーヴィッド・リー・キャンプ (R) - ミシガン州5区 デール・E・キルディー (D) - ミシガン州6区 フレッド・アプトン (R) - ミシガン州7区 マーク・シャウアー (D) - ミシガン州8区 マイク・J・ロジャーズ (R) - ミシガン州9区 ゲイリー・ピーターズ (D) - ミシガン州10区 キャンディス・ミラー (R) - ミシガン州11区 サディアス・マコッター (R) - ミシガン州12区 サンダー・レヴィン (D) - ミシガン州13区 キャロリン・チークス・キルパトリック (D) - ミシガン州14区 ジョン・コニャーズ・ジュニア (D) - ミシガン州15区 ジョン・ディンゲル (D) ミネソタ州 （共和党3、民主党5） - ミネソタ州1区 ティム・ワルツ (D) - ミネソタ州2区 ジョン・クライン (R) - ミネソタ州3区 エリック・ポールセン (R) - ミネソタ州4区 ベティ・マカラム (D) - ミネソタ州5区 キース・エリソン (D) - ミネソタ州6区 ミシェル・バークマン (R) - ミネソタ州7区 コリン・ピーターソン (D) - ミネソタ州8区 ジム・オーバースター (D) ミシシッピ州 （共和党1、民主党3） - ミシシッピ州1区 トラヴィス・チルダーズ (D) - ミシシッピ州2区 ベニー・トンプソン (D) - ミシシッピ州3区 グレッグ・ハーパー (R) - ミシシッピ州4区 ジーン・テイラー (D) | ミズーリ州 （共和党5、民主党4） - ミズーリ州1区 ウィリアム・レイシー・クレイ・ジュニア (D) - ミズーリ州2区 トッド・エイキン (R) - ミズーリ州3区 ラス・カーナハン (D) - ミズーリ州4区 アイク・スケルトン (D) - ミズーリ州5区 エマニュエル・クリーヴァー (D) - ミズーリ州6区 サム・グレイヴズ (R) - ミズーリ州7区 ロイ・ブラント (R) - ミズーリ州8区 ジョー・アン・エマーソン (R) - ミズーリ州9区 ブレイン・ルートケマイアー (R) モンタナ州 （共和党1） - [[モンタナ州at-large district デニー・レーバーグ (R) ネブラスカ州 （共和党3） - ネブラスカ州1区 ジェフ・フォートゥンベリー (R) - ネブラスカ州2区 リー・テリー (R) - ネブラスカ州3区 エイドリアン・スミス (R) ネバダ州 （共和党1、民主党2） - ネバダ州1区 シェリー・バークリー (D) - ネバダ州2区 ディーン・ヘラー (R) - ネバダ州3区 ディナ・タイタス (D) ニューハンプシャー州 （民主党2） - ニューハンプシャー州1区 キャロル・シェイ＝ポーター (D) - ニューハンプシャー州2区 ポール・ホウズ (D) ニュージャージー州 （共和党5、民主党8） - ニュージャージー州1区 ロブ・アンドルーズ (D) - ニュージャージー州2区 フランク・ロビアンド (R) - ニュージャージー州3区 ジョン・アドラー (D) - ニュージャージー州4区 クリス・スミス (R) - ニュージャージー州5区 スコット・ギャレット (R) - ニュージャージー州6区 フランク・パロン (D) - ニュージャージー州7区 レナード・ランス (R) - ニュージャージー州8区 ビル・パスクレル・ジュニア (D) - ニュージャージー州9区 スティーヴ・ロースマン (D) - ニュージャージー州10区 ドナルド・M・ペイン (D) - ニュージャージー州11区 ロドニー・フリーリングハイゼン (R) - ニュージャージー州12区 ラッシュ・D・ホールト・ジュニア (D) - ニュージャージー州13区 アルビーオ・シレーズ (D) ニューメキシコ州 （民主党3） - ニューメキシコ州1区 マーティン・ハインリック (D) - ニューメキシコ州2区 ハリー・ティーグ (D) - ニューメキシコ州3区 ベン・R・ルハン (D) ニューヨーク州 （共和党3、民主党26） - ニューヨーク州1区 ティム・ビショップ (D) - ニューヨーク州2区 スティーヴ・イズラエル (D) - ニューヨーク州3区 ピーター・T・キング (R) - ニューヨーク州4区 キャロリン・マッカーシー (D) - ニューヨーク州5区 ゲイリー・アッカーマン (D) - ニューヨーク州6区 グレゴリー・W・ミークス (D) - ニューヨーク州7区 ジョゼフ・クロウリー (D) - ニューヨーク州8区 ジェロルド・ナッドラー (D) - ニューヨーク州9区 アンソニー・D・ウィーナー (D) - ニューヨーク州10区 エド・タウンズ (D) - ニューヨーク州11区 イヴェット・D・クラーク (D) - ニューヨーク州12区 ニディア・ヴェラスケズ (D) - ニューヨーク州13区 マイケル・ミクマーン (D) - ニューヨーク州14区 キャロリン・B・マロニー (D) - ニューヨーク州15区 チャールズ・B・ランジェル (D) - ニューヨーク州16区 ホゼイ・セラーノ (D) - ニューヨーク州17区 エリオット・L・イングル (D) - ニューヨーク州18区 ニータ・ローウィー (D) - ニューヨーク州19区 ジョン・ホール (D) - ニューヨーク州20区 キルステン・ジルブランド (D)、2009年1月26日まで - 空席、2009年1月26日-現在 - ニューヨーク州21区 ポール・トンコ (D) - ニューヨーク州22区 モーリス・ヒンチー (D) - ニューヨーク州23区 ジョン・M・ミクヒュー (R) - ニューヨーク州24区 マイケル・アキューリー (D) - ニューヨーク州25区 ダン・マフェイ (D) - ニューヨーク州26区 クリス・リー (R) - ニューヨーク州27区 ブライアン・ヒギンズ (D) - ニューヨーク州28区 ルイーズ・マッキントッシュ・スローター (D) - ニューヨーク州29区 エリック・マッサ (D) ノースカロライナ州 （共和党5名、民主党8名） - ノースカロライナ州1区 G・K・バターフィールド (D) - ノースカロライナ州2区 ボブ・エスリッジ (D) - ノースカロライナ州3区 ウォルター・B・ジョーンズ (R) - ノースカロライナ州4区 デーヴィッド・プライス (D) - ノースカロライナ州5区 ヴァージニア・フォックス (R) - ノースカロライナ州6区 ハワード・コーブル (R) - ノースカロライナ州7区 マイク・マッキンタイア (D) - ノースカロライナ州8区 ラリー・キッセル (D) - ノースカロライナ州9区 スー・ウィルキンズ・マイリック (R) - ノースカロライナ州10区 パトリック・ミクヘンリー (R) - ノースカロライナ州11区 ヒース・シューラー (D) - ノースカロライナ州12区 メル・ワット (D) - ノースカロライナ州13区 ブラッド・ミラー (D) ノースダコタ州 （民主党1） - [[ノースダコタ州at-large district アール・ポマロイ (D) オハイオ州 （共和党8、民主党10） - オハイオ州1区 スティーヴ・ドゥリーハウス (D) - オハイオ州2区 ジーン・シュミット (R) - オハイオ州3区 マイケル・R・ターナー (R) - オハイオ州4区 ジム・ジョーダン (R) - オハイオ州5区 ボブ・ラッタ (R) - オハイオ州6区 チャーリー・ウィルソン (D) - オハイオ州7区 スティーヴ・オーストリア (R) - オハイオ州8区 ジョン・A・ベイナー (R) - オハイオ州9区 マーシー・カプター (D) - オハイオ州10区 デニス・J・クシニッチ (D) - オハイオ州11区 マーシャ・ファッジ (D) - オハイオ州12区 パット・ティベリ (R) - オハイオ州13区 ベティ・サットン (D) - オハイオ州14区 スティーヴ・ラートゥレット (R) - オハイオ州15区 メアリー・ジョー・キルロイ (D) - オハイオ州16区 ジョン・ボッチェーリ (D) - オハイオ州17区 ティム・ライアン (D) - オハイオ州18区 ザック・スペース (D) オクラホマ州 （共和党4、民主党1） - オクラホマ州1区 ジョン・サリヴァン (R) - オクラホマ州2区 ダン・ボーレン (D) - オクラホマ州3区 フランク・ルーカス (R) - オクラホマ州4区 トム・コール (R) - オクラホマ州5区 メアリー・フォーリン (R) オレゴン州 （共和党1、民主党4） - オレゴン州1区 デーヴィッド・ウー (D) - オレゴン州2区 グレッグ・ウォールデン (R) - オレゴン州3区 アール・ブルーメナウアー (D) - オレゴン州4区 ピーター・デファーズィオ (D) - オレゴン州5区 カート・シュレイダー (D) ペンシルベニア州 （共和党7、民主党12） - ペンシルベニア州1区 ボブ・ブレイディ (D) - ペンシルベニア州2区 シャーカー・ファター (D) - ペンシルベニア州3区 キャシー・ダールケンパー (D) - ペンシルベニア州4区 ジェイソン・アルトマイヤー (D) - ペンシルベニア州5区 グレン・トムソン (R) - ペンシルベニア州6区 ジム・ガーラック (R) - ペンシルベニア州7区 ジョー・セスタク (D) - ペンシルベニア州8区 パトリック・マーフィー (D) - ペンシルベニア州9区 ビル・シュースター (R) - ペンシルベニア州10区 クリス・カーニー (D) - ペンシルベニア州11区 ポール・E・カンジョースキー (D) - ペンシルベニア州12区 ジョン・マーサ (D) - ペンシルベニア州13区 アリソン・シュウォーツ (D) - ペンシルベニア州14区 マイケル・F・ドイル (D) - ペンシルベニア州15区 チャーリー・デント (R) - ペンシルベニア州16区 ジョゼフ・R・ピッツ (R) - ペンシルベニア州17区 ティム・ホールデン (D) - ペンシルベニア州18区 ティム・マーフィー (R) - ペンシルベニア州19区 トッド・プラッツ (R) ロードアイランド州 （民主党2） - ロードアイランド州1区 パトリック・J・ケネディ二世 (D) - ロードアイランド州2区 ジェームズ・ランジェヴィン (D) サウスカロライナ州 （共和党4、民主党2） - サウスカロライナ州1区 ヘンリー・E・ブラウン・ジュニア (R) - サウスカロライナ州2区 ジョー・ウィルソン (R) - サウスカロライナ州3区 グレシャム・バレット (R) - サウスカロライナ州4区 ボブ・イングリス (R) - サウスカロライナ州5区 ジョン・スプラット (D) - サウスカロライナ州6区 ジム・クライバーン (D) サウスダコタ州 （民主党1） - [[サウスダコタ州at-large district ステファニー・サンドリン (D) テネシー州 （共和党4、民主党5） - テネシー州1区 フィル・ロー (R) - テネシー州1区 デーヴィッド・デーヴィス (R) - テネシー州2区 ジョン・J・ダンカン (R) - テネシー州3区 ザック・ワンプ (R) - テネシー州4区 リンカン・デーヴィス (D) - テネシー州5区 ジム・クーパー (D) - テネシー州6区 バート・ゴードン (D) - テネシー州7区 マーシャ・ブラックバーン (R) - テネシー州8区 ジョン・S・タナー (D) - テネシー州9区 スティーヴ・コーエン (D) テキサス州 （共和党20、民主党12） - テキサス州1区 ルーイ・ゴーマート (R) - テキサス州2区 テッド・ポー (R) - テキサス州3区 サム・ジョンソン (R) - テキサス州4区 ラルフ・ホール (R) - テキサス州5区 ジェブ・ヘンサーリング (R) - テキサス州6区 ジョー・バートン (R) - テキサス州7区 ジョン・カルバーソン (R) - テキサス州8区 ケヴィン・ブレイディ (R) - テキサス州9区 アル・グリーン (D) - テキサス州10区 マイケル・マッコール (R) - テキサス州11区 マイク・コナウェイ (R) - テキサス州12区 ケイ・グレンジャー (R) - テキサス州13区 マック・ソーンベリー (R) - テキサス州14区 ロン・ポール (R) - テキサス州15区 ルーベン・イノホサ (D) - テキサス州16区 シルヴェストラ・レイエス (D) - テキサス州17区 チェット・エドワーズ (D) - テキサス州18区 シーラ・ジャクソン＝リー (D) - テキサス州19区 ランディー・ナーゲバウアー (R) - テキサス州20区 チャーリー・ゴンザーレス (D) - テキサス州21区 ラマー・S・スミス (R) - テキサス州22区 ピート・オルソン (R) - テキサス州23区 チーロ・ロドリゲズ (D) - テキサス州24区 ケニー・マーチャント (R) - テキサス州25区 ロイド・ダーゲット (D) - テキサス州26区 マイケル・C・バージェス (R) - テキサス州27区 ソロモン・P・オーティーズ (D) - テキサス州28区 ヘンリー・クエイアー (D) - テキサス州29区 ジーン・グリーン (D) - テキサス州30区 エディー・バーニス・ジョンソン (D) - テキサス州31区 ジョン・カーター (R) - テキサス州32区 ピート・セッションズ (R) ユタ州 （共和党2、民主党1） - ユタ州1区 ロブ・ビショップ (R) - ユタ州2区 ジム・マシソン (D) - ユタ州3区 ジェイソン・チェイフェッツ (R) バーモント州 （民主党1） - [[バーモント州at-large district ピーター・ウェルチ (D) バージニア州 （共和党5、民主党6） - バージニア州1区 ロブ・ウィットマン (R) - バージニア州2区 グレン・ナイ (D) - バージニア州3区 ロバート・C・スコット (D) - バージニア州4区 ランディー・フォーブズ (R) - バージニア州5区 トム・ペリエロ (D) - バージニア州6区 ボブ・グッドラット (R) - バージニア州7区 エリック・キャンター (R) - バージニア州8区 ジム・モラン (D) - バージニア州9区 リック・バウチャー (D) - バージニア州10区 フランク・ウォルフ (R) - バージニア州11区 ゲリー・コノリー (D) ワシントン州 （共和党3、民主党6） - ワシントン州1区 ジェイ・インズリー (D) - ワシントン州2区 リック・ラーセン (D) - ワシントン州3区 ブライアン・ベアード (D) - ワシントン州4区 ドック・ヘイスティングス (R) - ワシントン州5区 キャシー・ミクモリス・ロジャーズ (R) - ワシントン州6区 ノーム・ディックス (D) - ワシントン州7区 ジム・ミクダーモット (D) - ワシントン州8区 デーヴ・ライカート (R) - ワシントン州9区 アダム・スミス (D) ウェストバージニア州 （共和党1、民主党2） - ウェストバージニア州1区 アラン・モロハン (D) - ウェストバージニア州2区 シェリー・モーア・キャピトー (R) - ウェストバージニア州3区 ニック・レイホール (D) ウィスコンシン州 （共和党3、民主党5） - ウィスコンシン州1区 ポール・ライアン (R) - ウィスコンシン州2区 タミー・ボールドウィン (D) - ウィスコンシン州3区 ロン・カインド (D) - ウィスコンシン州4区 グウェン・モーア (D) - ウィスコンシン州5区 ジム・センセンブレナー (R) - ウィスコンシン州6区 トム・ペトリ (R) - ウィスコンシン州7区 デイヴ・オウビー (D) - ウィスコンシン州8区 スティーヴ・ケイゲン (D) ワイオミング州 （共和党1） - [[ワイオミング州at-large district シンシア・ルミス (R) 準議員（投票権なき議員） - [[米領サモア州at-large district エニ・ファレオマバエガ (D) - [[コロンビア特別区州at-large district エリノア・ホームズ・ノートン (D) - [[グアム州at-large district マドレーヌ・ボーダロ (D) - [[北マリアナ諸島州at-large district グレゴリオ・サブラン (I) - [[プエルトリコ州at-large district ペドロ・ピエールイジ（D、PNP） - [[ヴァージン諸島州at-large district ドンナ・クリステンセン (D) |

## 議員の交代

### 上院
2008年の大統領選挙を受けたオバマ政権での閣僚指名に関連して、4名の議員が交代した。1議席は現在係争中である。
| 選出州 (class)           | 退職者                                     | 退職理由 | 後継者                       | 後継者の就任日 |
| ------------------------ | ------------------------------------------ | --- | ---------------------------- | -------------- |
| イリノイ州 (class 3)     | バラク・オバマ (D) （第110議会議員として） | 大統領選出後の2008年11月16日に引退。 議員資格に関して異議が出たため、彼の後任（第110議会の期間中である2008年12月31日に指名）は、第111議会開会から12日後まで就任宣誓をしなかった。                         | ローランド・バリス (D)       | 2009年1月15日  |
| ミネソタ州 (class 2)     | 選挙結果の是非について係争中               | 選挙結果を巡る係争により、現職者ノーム・コールマン（共和党）、推定当選者アル・フランケン（民主党）のいずれも議席についていない。そのためこの議席は、第111議会の開会した2009年1月3日以来空席となっている。 | 未定                         | 未定           |
| デラウェア州 (class 2)   | ジョー・バイデン (D)                       | 副大統領となった2009年1月15日に引退。 後任は、2010年11月の補欠選挙までに決まる見通し。 | テッド・カウフマン (D)       | 2009年1月16日  |
| コロラド州 (class 3)     | ケネス・リー・サラザール (D)               | 2009年1月20日、内務長官就任に伴い辞職。後任は、2010年11月の補欠選挙までに決まる見通し。 | マイケル・ベネット (D)       | 2009年1月22日  |
| ニューヨーク州 (class 1) | ヒラリー・クリントン (D)                   | 国務長官に就任した2009年1月21日に引退。後任は、2010年11月の補欠選挙までに決まる見通し。 | キルステン・ジルブランド (D) | 2009年1月27日  |

### 下院
空席となった3議席は、いずれもオバマ政権での閣僚指名に関連するものである。下院の空席は、州知事が招集する補欠選挙によって埋められる。
| 選出選挙区           | 退職者                       | 退職理由 | 後継者 | 後継者の就任日 |
| -------------------- | ---------------------------- | --- | ------ | -------------- |
| イリノイ州5区        | 空席                         | ラーム・エマニュエル (D) は大統領首席補佐官に指名されたため、第110議会の閉会直前に辞職した。2009年4月7日に補欠選挙が行われる予定である。 | 未定   | 未定           |
| ニューヨーク20区     | キルステン・ジルブランド (D) | 2009年1月26日、ヒラリー・クリントンに代わって上院議員となったことにより下院議員を辞職。2009年3月31日に補欠選挙が行われる予定である。     | 未定   | 未定           |
| カリフォルニア州32区 | ヒルダ・ソリス (D)           | 辞職して労働長官に就任すると予想されている。辞職すれば、補欠選挙が行われることになる。                                                   | 未定   | 未定           |

### 上院
| 選出州 (部類)            | 氏名                 | 変更日        | 変更前の所属政党 | 変更後の所属政党 |
| ------------------------ | -------------------- | ------------- | ---------------- | ---------------- |
| ペンシルベニア州 (第3部) | アーレン・スペクター | 2009年4月28日 | 共和党           | 民主党           |

## 職員
- 議事堂建築監: 未定
- Attending Physician of the United States Congress: 未定

### 上院
- Chaplain: バリー・C・ブラック
- Curator: 未定
- Historian: 未定
- Parliamentarian: アラン・フルミン
- Secretary: ナンシー・エリクソン
- Sergeant at Arms: テランス・W・ゲイナー
- Secretary for the Majority: ルーラ・J・デーヴィス
- Secretary for the Minority: デーヴィッドJ・スキアッパ

### 下院
- Chaplain: ダニエル・P・コーリン
- Chief Administrative Officer: ダニエル・P・ベアード
- Clerk: ロレイン・ミラー
- Historian: 未定
- Parliamentarian: ジョン・V・サリヴァン
- Reading Clerks: Jaime Zapata, スーザン・コール
- Sergeant at Arms: ウィルソン・リヴィングッド
- Inspector General: 未定
- See also: Rules of the House: "Other officers and officials"

## 註
1. 1 2  See Pub.L. 110–430. Section 1 sets the beginning of the first session of the 111th Congress. Section 2 sets the date for counting Electoral College votes.
2. ↑  Consolidated Natural Resources Act of 2008, Pub.L. 110–229
3. ↑  フランケンの当選を発表するミネソタ州の公文書{{{1}}} (PDF) （英語）
4. ↑  バードは上院の改選枠組みの中ではクラス1（第1部）に属しており、2006年に再選されていたことから死去の時点で任期が2年ほど残っていた。このため、中間選挙と同日だが補選扱いとなっている。
5. 1 2 3  2008年の選挙とその後の再集計で次点となったノーム・コールマン（共和党）は、ミネソタ州選出上院議員に当選したアル・フランケン（民主党）の当選無効を主張して係争中である。いずれの者も、議席にはついていない。
6. ↑  民主党の上院多数党院内総務は民主党会議議長を兼ねる。
7. ↑  バリスは、第110議会中の2008年12月31日に指名された。しかし、彼を指名したロッド・ブラゴジェヴィッチ知事の汚職を巡る論争のために、2009年1月15日まで就任宣誓を許されなかった。
8. ↑  Mason, Jeff (2009年1月27日). “Obama resigns Senate seat, thanks Illinois”. The Washington Post. 2008年11月21日閲覧。
9. 1 2  Hulse, Carl (2009年1月27日). “Burris Is Sworn In”. New York Times: www.nytimes.com. 2009年1月15日閲覧。
10. ↑  “Burris v. White, Illinois Supreme Court, No. 107816” (2009年1月9日). 2009年1月27日閲覧。
11. ↑  “Biden to Resign from Senate Thursday”. MSNBC. 2013年12月11日閲覧。
12. ↑  “Longtime Biden aide picked to fill his Senate seat”. WJLA.com (2008年11月24日). 2008年12月30日閲覧。
13. ↑  “Illinois, Delaware Senators to Be Seated in First Round of Replacements”. CQ Politics. 2013年12月11日閲覧。[リンク切れ]
14. ↑  “Official Press Release from Governor Bill Ritter, Jr., Jan. 3, 2009, appointing Michael Bennet”. Colorado.gov. 2009年1月31日時点のオリジナルよりアーカイブ。2013年12月11日閲覧。
15. ↑  “Ken Salazar sends Senate resignation”. 2013年12月11日閲覧。[リンク切れ]
16. ↑  “Aide: Kirsten Gillibrand picked as next NY senator”. 2013年12月11日閲覧。